# دوزخ (فیلم ۲۰۱۱)
دوزخ (انگلیسی: Hell) فیلمی در ژانر علمی–تخیلی و ترسناک است که در سال ۲۰۱۱ منتشر شد.